# Conselho de Estado para a Paz e Desenvolvimento
O Conselho de Estado para a Paz e Desenvolvimento (birmanês:  နိုင်ငံတော် အေးချမ်းသာယာရေး နှင့် ဖွံ့ဖြိုးရေး ကောင်စီ; abreviado CEPD ou နအဖ) foi o nome oficial do governo militar da Birmânia (Mianmar) que, em 1997, sucedeu ao Conselho de Estado de Restauração da Lei e da Ordem (birmanês:  နိုင်ငံတော် ငြိမ်ဝပ်ပိပြားမှု တည်ဆောက်ရေးအဖွဲ့; abreviado CERLO ou နဝတ) que tomou o poder sob o governo de Saw Maung em 1988. Em 30 de março de 2011, o General Sénior e Presidente do Conselho Than Shwe assinou um decreto que dissolveu oficialmente o conselho.
O CERLO sucedeu o Pyithu Hluttaw como legislatura e o Conselho de Estado como conselho governante, após dissolver os órgãos estatais da República Socialista da União da Birmânia. Em 1997, o CERLO foi extinto e reconstituído como Conselho Estadual de Paz e Desenvolvimento (CEPD). Os poderosos comandantes militares regionais, que eram membros do CERLO, foram promovidos a novos cargos e transferidos para a capital Rangoon (hoje Yangon). Os novos comandantes militares regionais não foram incluídos na composição do CEPD.
O CEPD era composto por onze oficiais militares de alta patente. Os membros da junta exerciam muito mais poder do que os ministros do gabinete, que eram oficiais militares mais juniores ou civis. A exceção foi a pasta do Ministério da Defesa, que estava nas mãos do próprio líder da junta, o general sênior Than Shwe. Em 15 de setembro de 1993, foi criada a Associação União Solidariedade e Desenvolvimento, que foi substituída pelo Partido União Solidariedade e Desenvolvimento em 29 de março de 2010, a tempo das eleições.
Embora o regime tenha recuado do caminho totalitário da via birmanesa para o socialismo do BSPP quando assumiu o poder em 1988, o regime foi amplamente acusado de abusos dos direitos humanos. Rejeitou os resultados das eleições de 1990 e manteve Aung San Suu Kyi em prisão domiciliar até à sua libertação em 13 de novembro de 2010. A forma como a junta lidou com o ciclone Nargis também foi criticada internacionalmente. O conselho foi oficialmente dissolvido em 30 de março de 2011, com a inauguração do governo recém-eleito, liderado por seu antigo membro e primeiro-ministro, o presidente Thein Sein.

## História

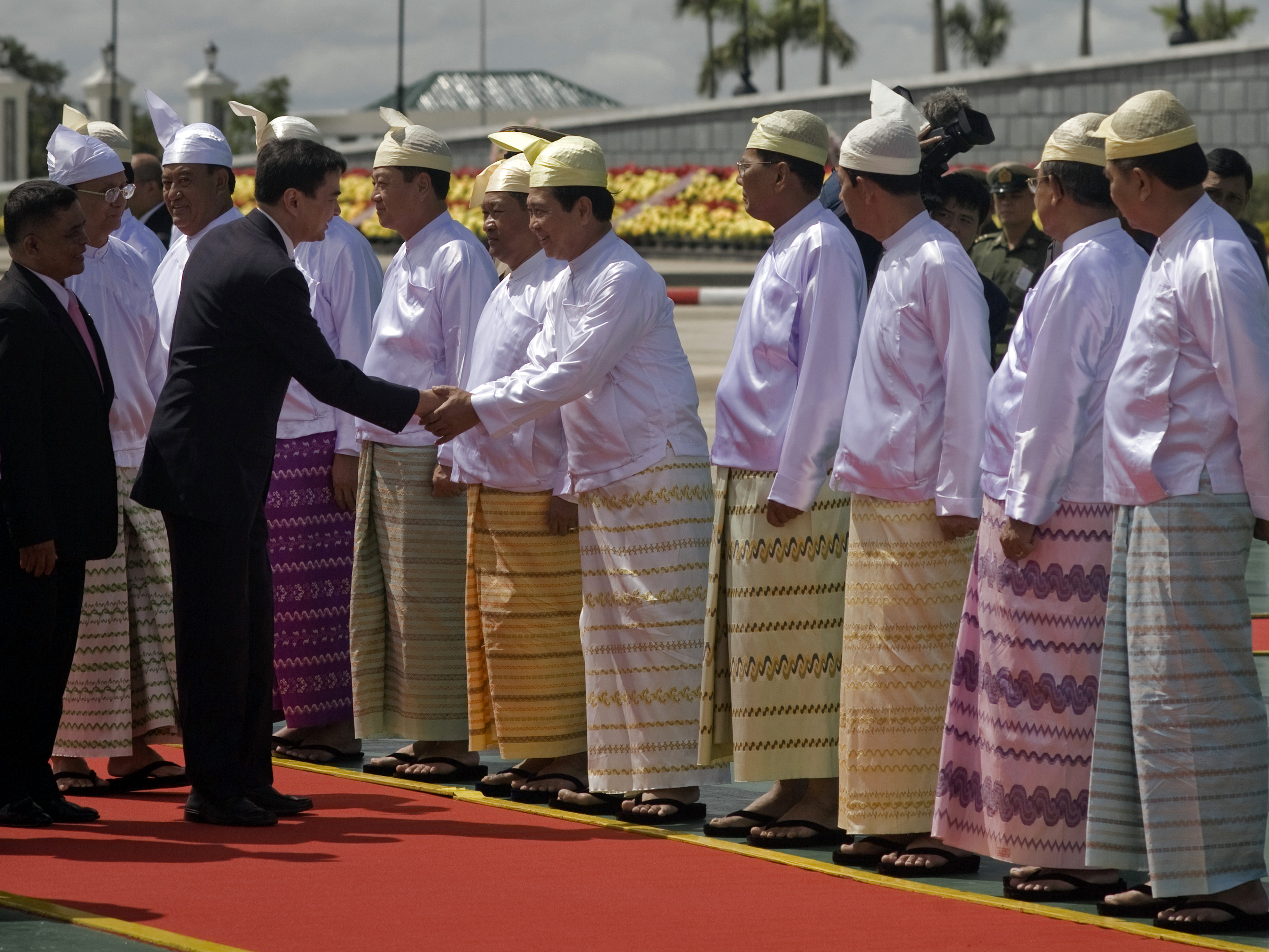
Membros do SPDC cumprimentam o primeiro-ministro tailandês Abhisit Vejjajiva em uma visita a Naypyidaw em outubro de 2010.

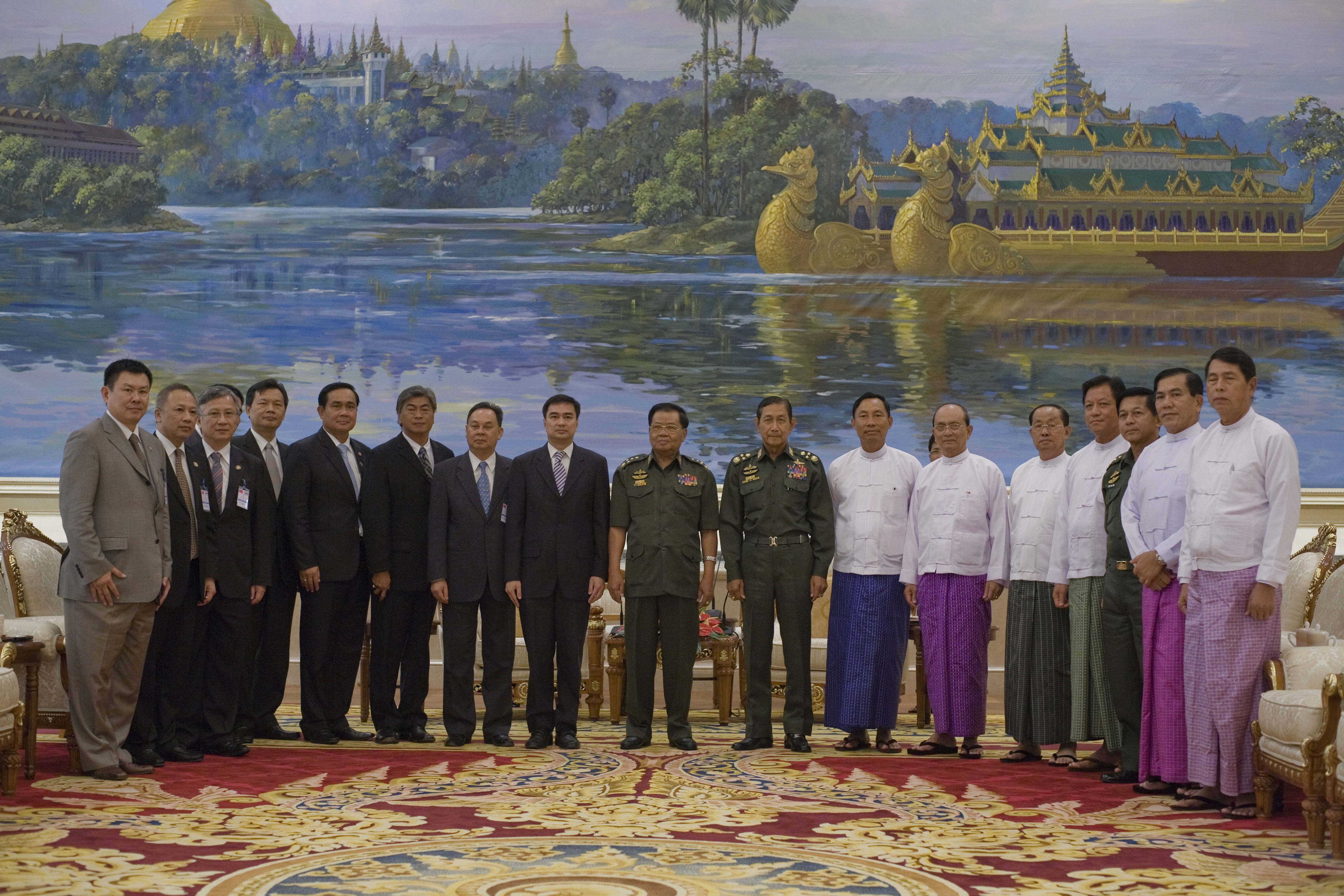
Membros do SPDC com delegação tailandesa em visita a Naypyidaw em outubro de 2010.

O Conselho de Estado de Restauração da Lei e da Ordem foi formado quando as Forças Armadas Birmanesas, comandadas pelo General Saw Maung (mais tarde autopromovido a General Sênior Saw Maung, falecido em julho de 1997), tomaram o poder em 18 de setembro de 1988, esmagando a Revolta 8888. No dia em que tomou o poder, o SLORC emitiu a Ordem nº 1/1988 declarando que as Forças Armadas haviam assumido o poder e anunciou a formação do SLORC. Com a Ordem nº 2/1988, o SLORC aboliu todos os órgãos de poder estatal que foram formados sob a constituição birmanesa de 1974. O Pyithu Hluttaw (a legislatura sob a Constituição de 1974), o Conselho de Ministros (o Gabinete), o Conselho de Justiça do Povo (o Judiciário), o Conselho de Procuradores do Povo (o Gabinete do Procurador-Geral), o Conselho de Inspetores do Povo (o Gabinete do Auditor-Geral), bem como os Conselhos Populares Estaduais/Regionais, Municipais, de Alas/Vilas foram abolidos.
O CERLO também declarou que os serviços dos vice-ministros do governo anterior do Partido do Programa Socialista da Birmânia (BSPP), que ele substituiu, também foram encerrados. (De acordo com a Constituição birmanesa de 1974, o Conselho de Ministros agia como um Gabinete, mas como os vice-ministros não eram considerados formalmente parte do Conselho de Ministros, o CERLO garantiu que os serviços dos vice-ministros — juntamente com os dos ministros — no governo anterior do BSPP, de quem havia assumido o poder, também fossem encerrados.) As Ordens que o CERLO emitiu no dia de sua tomada de poder podem ser vistas na edição de 19 de setembro de 1988 do The Working People's Daily. O primeiro presidente do CERLO foi o general Saw Maung, mais tarde General Sênior, que também foi primeiro-ministro. Ele foi removido dos cargos de Presidente do SLORC e Primeiro-Ministro em 23 de abril de 1992, quando o General Than Shwe, mais tarde General Sênior, assumiu ambos os cargos.
Em 15 de novembro de 1997, o CERLO foi extinto e reconstituído como Conselho Estadual de Paz e Desenvolvimento (CEPD). A maioria, mas não todos os membros do extinto CERLO, estavam no regime militar do CEPD.

## Liderança

### Presidentes
| Presidente | Presidente | Presidente                           | Mandato                | Mandato                       | Mandato            | Partido  |
| N°.        | Retrato    | Nome (Nascimento–Morte)              | Posse                  | Fim do Mandato                | Duração            | Partido  |
| ---------- | ---------- | ------------------------------------ | ---------------------- | ----------------------------- | ------------------ | -------- |
| 1          |            | General Sênior Saw Maung (1928–1997) | 18 de setembro de 1988 | 23 de abril de 1992 (deposto) | 3 anos e 218 dias  | Tatmadaw |
| 2          |            | General Sênior Than Shwe (1933–)     | 23 de abril de 1992    | 30 de março de 2011           | 18 anos e 341 dias | Tatmadaw |

### Vice-presidentes
| Vice-presidente | Vice-presidente | Vice-presidente                       | Mandato                | Mandato             | Mandato           | Partido  |
| N°.             | Retrato         | Nome (Nascimento–Morte)               | Posse                  | Fim do Mandato      | Duração           | Partido  |
| --------------- | --------------- | ------------------------------------- | ---------------------- | ------------------- | ----------------- | -------- |
| 1               |                 | General Than Shwe (1933–)             | 18 de setembro de 1988 | Junho de 1993       | 3 anos e 218 dias | Tatmadaw |
| 2               |                 | Vice-General Sênior Maung Aye (1938–) | Julho de 1993          | 30 de março de 2011 | 17 anos e 8 meses | Tatmadaw |

## Antigos membros
Ordenado por protocolo: 
- General Sênior Than Shwe, Presidente do CEPD, Comandante-em-Chefe dos Serviços de Defesa
- Vice-General Sênior Maung Aye, Vice-Presidente do CEPD, Vice-Comandante-em-Chefe dos Serviços de Defesa, Comandante-em-Chefe do Exército
- General Aposentado Thura U Shwe Mann, ex-chefe do Estado-Maior Conjunto do Exército, Marinha e Força Aérea
- General Aposentado U Thein Sein, primeiro-ministro e ex-presidente
- General Aposentado U Thiha Thura Tin Aung Myint Oo, Secretário-1 do CEPD, Ex -Intendente Geral e ex- Vice-Presidente
- Major-General Ohn Myint, Chefe do Bureau de Operações Especiais – 1 (Estado de Cachim, Região de Mandalai, Estado de Chim, Região de Sagaingue)
- Tenente-General Min Aung Hlaing, Chefe do Bureau de Operações Especiais – 2 (Estado de Xã, Estado de Caiá)
- Tenente-General Ko Ko, Chefe do Bureau de Operações Especiais – 3 (Região de Pegu, Região de Irauádi)
- Tenente-General Tha Aye, Chefe do Bureau de Operações Especiais – 4 (Estado de Caim, Estado de Mom, Região de Tenassarim)
- Tenente-General Myint Swe, Chefe do Bureau de Operações Especiais – 5 (Região de Rangum)
- Tenente-General Khin Zaw, Chefe do Bureau de Operações Especiais − 6 (Região de Maguai, Estado de Arracão)
- Major-General Hla Htay Win, Chefe de Treinamento das Forças Armadas
- Tenente-general aposentado U Tin Aye, ex-chefe de artilharia militar, atual chefe do Conselho Eleitoral[14]
- Tenente-General Thura Myint Aung, Ajudante Geral

## Violações dos direitos humanos
Organizações não governamentais ocidentais, como a Burma Campaign UK, a US Campaign for Burma, a Amnesty International e a Human Rights Watch fizeram uma série de acusações sérias contra o SPDC. Relatórios dessas organizações, bem como das Nações Unidas e do Karen Human Rights Group, alegaram graves abusos de direitos humanos que ocorreram na Birmânia sob seu regime, incluindo: 
- Assassinatos e execuções arbitrárias
- Tortura e estupro
- Recrutamento de crianças-soldado
- Realocações forçadas
- Trabalho forçado
- Prisão política

### Assassinatos
Uma das piores atrocidades na Birmânia ocorreu durante a revolta de agosto de 1988, quando milhões de birmaneses marcharam por todo o país pedindo o fim do regime militar. Soldados atiraram em centenas de manifestantes e mataram cerca de 3.000 pessoas nas semanas seguintes. Durante as manifestações de agosto e setembro de 2007, pelo menos 184 manifestantes foram baleados e mortos e muitos foram torturados. No âmbito do SPDC, o exército birmanês envolveu-se em ofensivas militares contra populações de minorias étnicas, cometendo actos que violavam o direito internacional humanitário.

### Recrutamento de crianças-soldado
Foi alegado que o CEPD recrutou crianças à força – algumas com apenas 10 anos – para servir no seu exército, o Tatmadaw. É difícil estimar o número de crianças-soldado utilizadas no exército birmanês, mas houve milhares, de acordo com a Human Rights Watch o Relatório Global sobre Crianças-Soldado de 2008 e a Amnesty International.
O Secretário-Geral da ONU nomeou o CEPD em quatro relatórios consecutivos por violar as normas internacionais que proíbem o recrutamento e a utilização de crianças-soldado.

### Realocações forçadas
A Human Rights Watch relatou que, desde o ciclone Nargis, em maio de 2008, as autoridades birmanesas expulsaram centenas, se não milhares, de pessoas deslocadas de escolas, mosteiros e edifícios públicos, e encorajaram-nas a regressar às suas aldeias destruídas no Delta do Irauádi. As autoridades esvaziaram alguns edifícios públicos e escolas para usá-los como locais de votação para o referendo de 24 de maio sobre uma nova constituição, apesar dos apelos do Secretário-Geral das Nações Unidas, Ban Ki-moon, para adiar o referendo e concentrar seus recursos na ajuda humanitária. O CEPD teria despejado pessoas de dezenas de campos de refugiados operados pelo governo nas proximidades da antiga capital Yangon, ordenando que os moradores retornassem para suas casas, independentemente das condições que enfrentassem.
Os despejos forçados fizeram parte dos esforços do governo para demonstrar que o período de ajuda emergencial havia terminado e que a população afetada era capaz de reconstruir suas vidas sem ajuda estrangeira. Pessoas que foram forçadas a deixar suas casas pelo Ciclone Nargis são consideradas deslocadas internamente pelo direito internacional. De acordo com os Princípios Orientadores da ONU sobre Deslocamento Interno, o governo birmanês foi instado a garantir o direito de "pessoas deslocadas internamente retornarem voluntariamente, em segurança e com dignidade, para suas casas ou locais de residência habitual, ou se reinstalarem voluntariamente em outra parte do país".

### Trabalho forçado
De acordo com a Organização Internacional do Trabalho (OIT), apesar do novo governo quase civil ter assumido o poder na Birmânia, o trabalho forçado continua disseminado no país. Ela é imposta principalmente pelos militares, para transporte (isto é, transporte de provisões para bases remotas ou em operações militares), construção de estradas, construção e reparo de acampamentos e para uma série de outras tarefas. Em março de 1997, a União Europeia retirou os privilégios comerciais da Birmânia devido à prevalência de trabalho forçado e outros abusos. No mesmo ano, a OIT criou uma Comissão de Inquérito para investigar alegações de trabalho forçado, elaborando um relatório condenatório no ano seguinte.
Em Novembro de 2006, a Organização Internacional do Trabalho (OIT) anunciou que iria recorrer ao Tribunal Penal Internacional para “processar os membros da junta governante de Mianmar por crimes contra a humanidade” devido às alegações de trabalho forçado dos seus cidadãos pelos militares. Segundo a OIT, estima-se que 800.000 pessoas estejam sujeitas a trabalho forçado na Birmânia.

### Prisões políticas
Mesmo antes do início das manifestações em larga escala em agosto de 2007, as autoridades prenderam muitos opositores conhecidos do governo por motivos políticos, vários dos quais haviam sido libertados da prisão apenas alguns meses antes. Antes da repressão de 25 a 29 de setembro, ocorreram mais prisões de membros do partido de oposição Liga Nacional para a Democracia (NLD), o que os críticos dizem ter sido uma medida preventiva antes da repressão.
Detenções em massa ocorreram durante a repressão, e as autoridades continuaram a prender manifestantes e apoiadores ao longo de 2007. Entre 3.000 e 4.000 presos políticos foram detidos, incluindo crianças e mulheres grávidas, 700 dos quais ainda estavam detidos no final do ano. Pelo menos 20 foram acusados e condenados sob a legislação antiterrorismo em processos que não atenderam aos padrões internacionais de julgamento justo. Aos detidos e aos arguidos foi negado o direito a aconselhamento jurídico.